# 피에르 르베르디

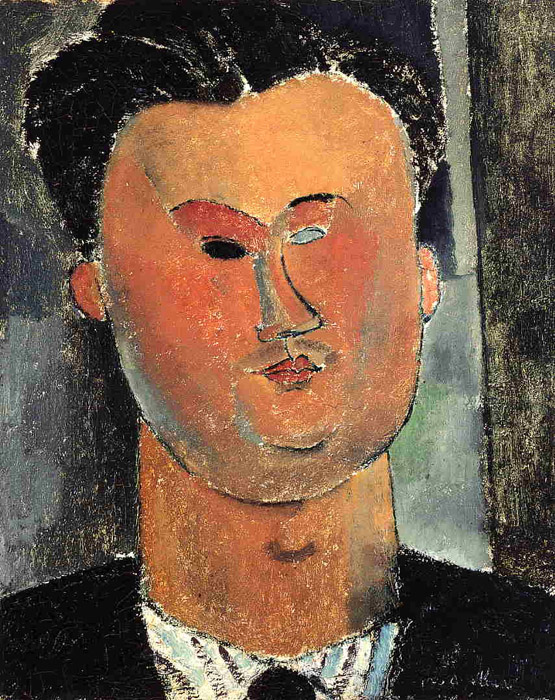
1915년 초상화

피에르 르베르디(Pierre Reverdy, 1889년 9월 13일 ~ 1960년 6월 17일)는 프랑스의 시인이다.

## 생애
1889년 9월 11일 프랑스 남부 나르본에서 태어났다. 출생 당시 호적에 신원이 밝혀지지 않은 부모의 아이로 기록되었다. 사실혼 관계에 있던 그의 부모가 비로소 법적으로 정식 부부가 되는 1897년까지, 어린 르베르디는 포도 농장을 운영하던 아버지 밑에서 글을 익히며 어린 시절을 보낸다. 그가 일찍부터 신앙심을 갖게 되고 훗날 수도원 부근 외진 곳으로 은둔하게 된 것은 교회 석공업과 조각에 조예 깊었던 친가 쪽의 영향도 적잖았으리라 본다. 나르본과 툴루즈에서 학업을 마친 그가 1910년 가을에 고향을 떠나 작가의 길을 걷겠다고 파리로 올라올 때 그를 누구보다 격려한 것은 그의 아버지였다.
당시 예술가들이 많이 모이던 몽마르트르 언덕에 자리를 잡은 젊은 르베르디는 인쇄 교정 등 여러 일을 가리지 않고 궁핍한 생활을 꾸리면서 시 쓰기에 몰두한다. ≪타원형 천창≫(1916)에 실린 ＜그 시절 석탄은…＞에서 당시 분위기를 느낄 수 있다. 그가 화가 피카소, 브라크, 마티스와 친분을 맺고 시인 아폴리네르, 막스 자코브, 루이 아라공, 앙드레 브르통을 알게 된 것도 그 무렵이다. 다다와 초현실주의 계열의 예술가들과 교류하던 그는 1917년 3월 15일에 전위 예술 잡지 ≪북ᐨ남(Nord-Sud)≫을 창간해 1918년 말까지 전위 예술을 옹호하는 예술가들에게 지면을 제공하고 자신의 시론을 발표하기도 했다. 파리 북쪽 몽마르트르와 남쪽 몽파르나스를 잇는 지하철 노선의 두 종착역을 뜻하는 잡지명은 당시 ‘창작의 두 거점’이었던 두 곳을 상징적으로 연결하려는 시인의 의지를 보여 준다고 앙드레 브르통이 밝힌 바 있다. 르베르디가 그의 ＜이미지론(L’image)＞을 처음 발표한 것도 이 잡지의 제13호(1918)에서다.
얼핏 무관해 보이는 두 현실을 가까이 둠으로써 감각 현실 이면에 은폐된 사물의 본질에, 실재에, 곧 참된 삶에 한 발 더 다가설 수 있다는 그의 ‘이미지론’은 앙드레 브르통이 초현실주의 운동을 이론화하는 데 결정적인 영향을 준다. 그러나 초현실주의가 무의식의 흐름을 타는 자동기술법에서 건져 올린 이미지로 현실을 부정하고 초월하려 했다면, 르베르디는 이미지가 ‘정신의 창조’라는 사실에 방점을 찍는다. 그렇게 빚어진 절제된 이미지는, 현실을 넘어서고 잊게 하는 환상이 아니라, ‘삶의 참맛’을 되찾아 가게 할 통로 역할을 할 수 있다고 그는 말한다. 프랑스 현대시에 시적 사유의 새로운 방향을 제시한 그였지만, 당시 시 문학계의 조명을 받은 이는 정작 그의 영향을 받은 초현실주의 시인 엘뤼아르와 아라공이었고, 르베르디는 그 무렵부터 중앙 문학계와 점차 거리를 둔다.
서른일곱 되던 1926년에 천주교로 개종한 그는 “자유로운 사색가, 자유로이 신을 선택한다”라는 말을 남기고, 프랑스 남부 솔렘 수도원 부근에 자리 잡는다. 훗날 신앙심을 내려놓은 뒤에도 그는 세상을 뜰 때까지 그곳을 떠나지 않았다. 은둔지에서 유럽을 혼돈에 몰아넣은 2차 대전을 겪은 그는, 저항 운동을 하거나 참여시를 쓰는 대신, “침묵과 협정을 맺었다”고 말하고 절필하기도 했다. 전쟁이 끝난 뒤 다시 작품 활동을 이어 갔지만, 기꺼이 은둔의 삶을 택하고 시를 써 나간 그의 온 삶은 침묵을 그림자 삼아 나아간 여정이었다.